# Csombord
Ez a szócikk az erdélyi faluról szól. A fűszernövényt lásd itt: borsikafű.

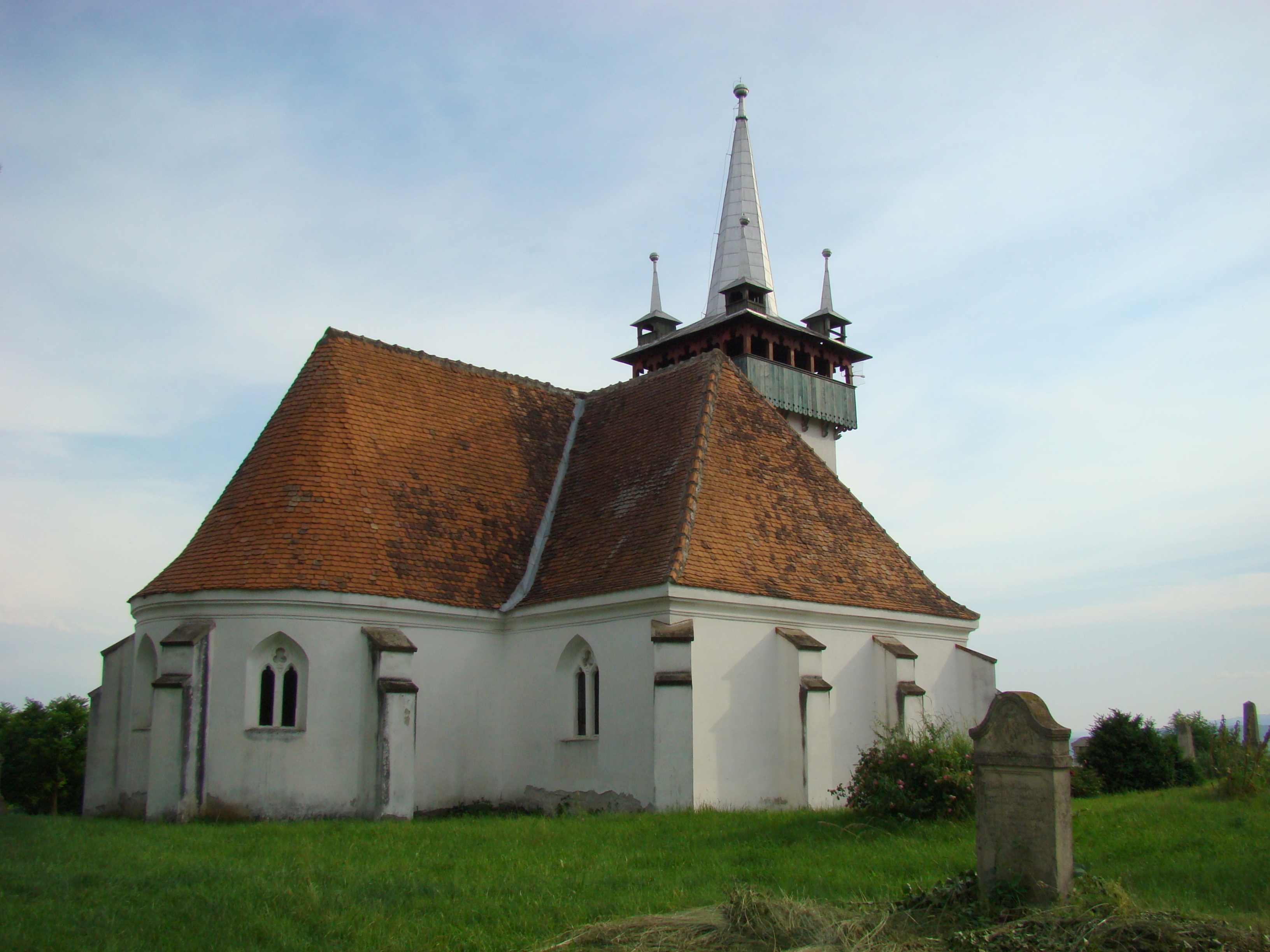
A református templom

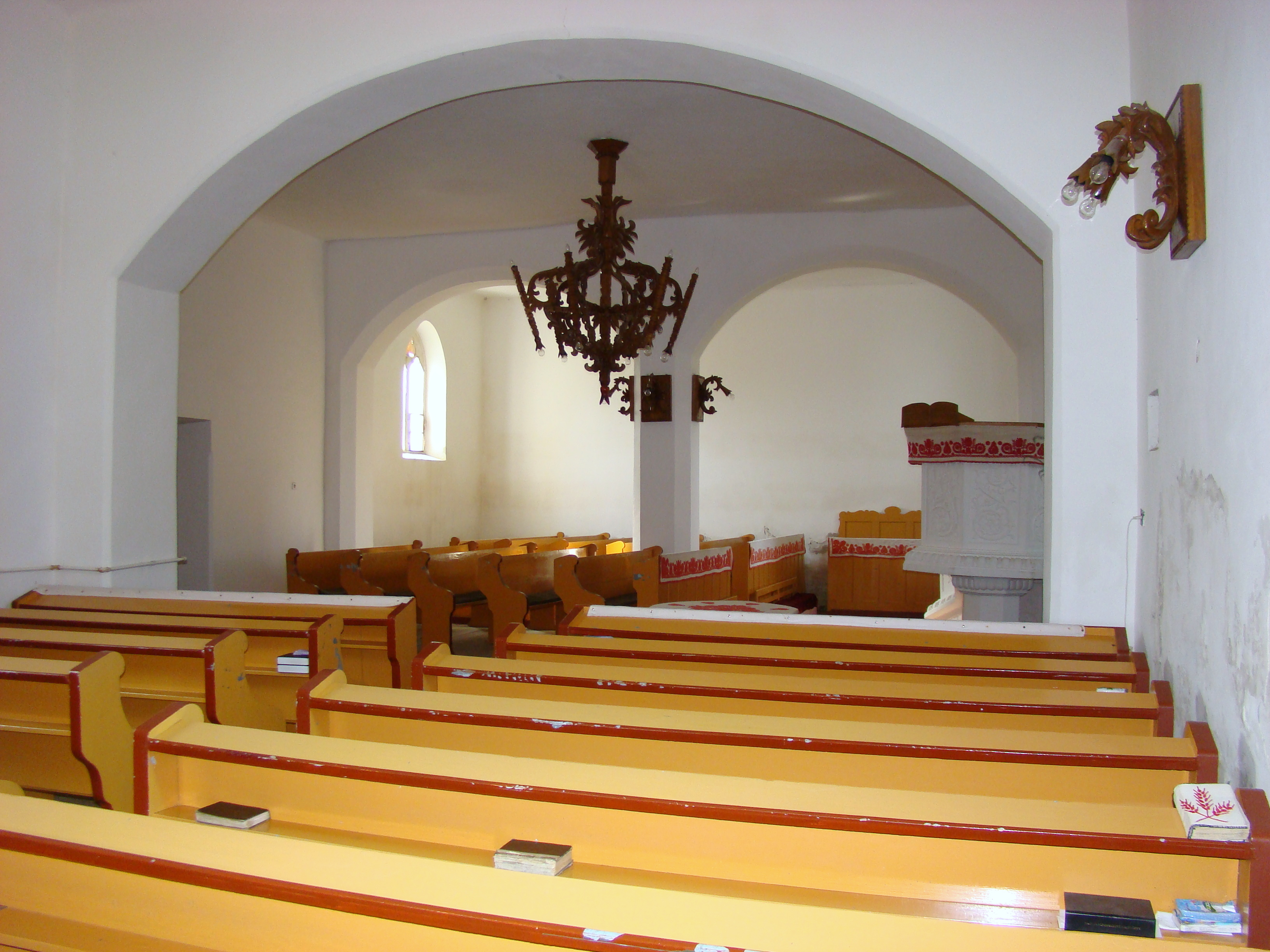

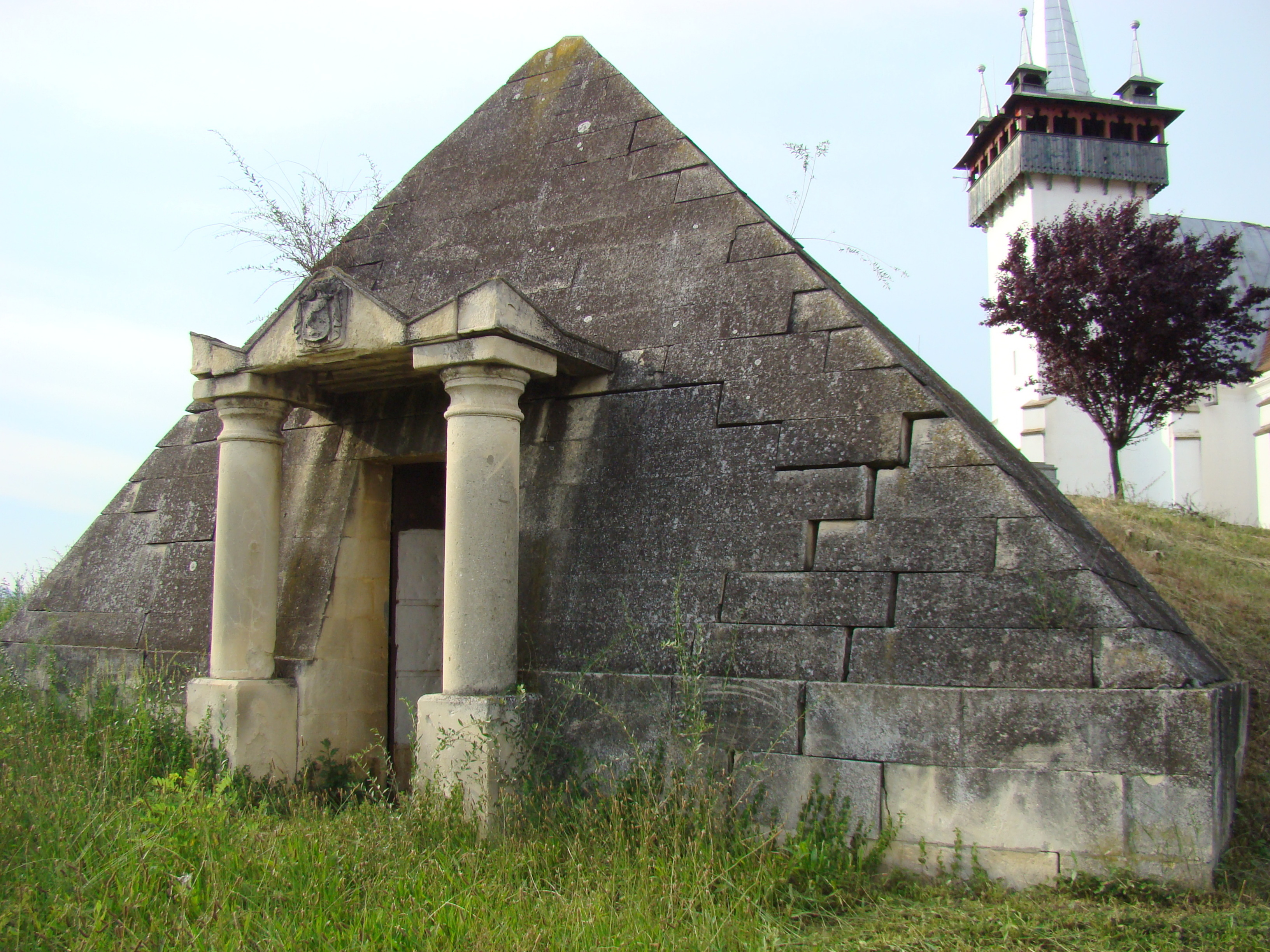
A Kemény-kripta a református templom kertjében

Csombord (románul: Ciumbrud) falu Romániában, Erdélyben, Fehér megyében, az Erdélyi-hegyalján.

## Fekvése
Nagyenyed központjától négy km-re keletre, a Maros bal partján fekszik.

## Nevének eredete
Személynév -d képzős változatából való. A személynév alapja a borsikafű nyelvjárási elnevezése. Első említése: Chumburd (1220), nyílt változata először 1343-ban (Chombord).

## Története
Árpád-kori eredetű település. A pápai tizedjegyzék adatai szerint papja 1332-ben 36 garas, 1334-ben 2 garas 8 dénár, 1335-ben 24 dénár pápai tizedet fizetett.
Középkori magyar lakossága a 16. században református hitre tért. Református gyülekezete a mai napig folyamatosan anyaegyház. Román lakói a 18. század elején költöztek be.
A 18–19. században a Kemény család és a nagyenyedi református kollégium birtoka volt.
1848–1849-ben az itteni kastélyában lakó Kemény István töltötte be Alsó-Fehér vármegye alispáni tisztét. 1849. január 8-án a Maros jegén, –24 °C-os hidegben itt eskette fel csapatát Axente Sever, hogy bemennek Nagyenyedre, ahol véghezvitték a nagyenyedi vérengzésként elhíresült pusztítást. Sokan Csombordra menekültek a városból a felkelők elől, ahol nem esett bántódásuk.
Már a 19. században az Erdélyi-hegyalja egyik legelismertebb bortermelő faluja volt, nagyrészt a Kemény bárók felelős gazdálkodása folytán.

## Lakossága
- 1850-ben 595 lakosából 379 volt román, 167 magyar és 48 cigány nemzetiségű; 427 görögkatolikus, 165 református és 3 római katolikus.
- 1900-ban 845 lakosából 450 volt román, 297 magyar és 98 cigány anyanyelvű; 552 görögkatolikus és 283 református vallású. A lakosság 19%-a tudott írni-olvasni és a nem magyar anyanyelvűek 15%-a beszélt magyarul.
- 2002-ben 1365 lakosából 997 volt román és 352 magyar nemzetiségű; 989 ortodox és 344 református vallású.

## Látnivalók
- A Kemény-kastély 1800 körül épült, barokk stílusban. A borászati iskola használja.
- Református temploma eredetileg a 13. században épült. A hajó legutolsó nagyobb átalakítására 1701-ben került sor. 1918-ban régi faharanglába helyébe kőtornyot építettek. Kertjében a Kemény család piramis alakú sírboltja.

## Híres emberek
- Itt született Kemény Gábor (1830–1888) politikus, publicista, az MTA tagja, 1878–1882-ben földművelés-, ipar- és kereskedelemügyi, 1882–1886-ban közmunka- és közlekedésügyi miniszter.
- Itt született 1899-ben Vásárhelyi Boldizsár Kossuth-díjas útépítő mérnök.
- Nagyenyedi diákévei alatt a Kemény-kastélyban töltötte a szünidőket Bolyai Farkas.
- Itt szállt meg Jókai Mór 1853. május 14-én.
- Itt született 1908. július 21-én Csíky László Antal orgonaművész, karnagy, zenetanár.
- Itt született Szabó István orvosprofesszor 1921. március 15-én.
- A szőlészeti-borászati iskola tanára volt Csávossy György és Mezei Sándor borszakíró.
- Itt született 1935. szeptember 10-én Varga Gyula tanár, muzeológus és helytörténész.

## Gazdasága
- Szőlőművelés, bortermelés. Két leghíresebb borfajtája a rajnai rizling és egy cuvée, a plébános. Ezen kívül olaszrizlinget, muskotályt, traminit és chardonnay-t is készítenek. Borai kaphatók a falu vinotékájában.
- Rózsatermesztéssel több vállalkozás is foglalkozik a településen. Minden június utolsó szombatján rózsakiállítást rendeznek.

## Oktatás

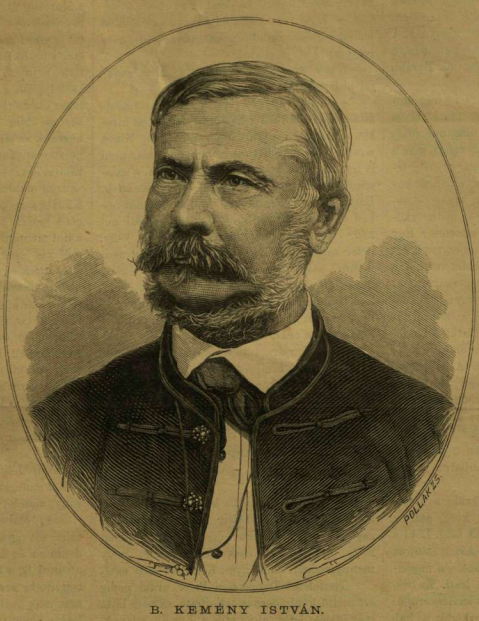
Kemény István

- Már 1880-ban vincellértanfolyam folyt br. Kemény István kezdeményezésére, saját birtokán. A nagyenyedi kollégium 1935-ben, a Kemény Árpádtól vásárolt földbirtokon borászati iskolát alapított. Az időközben nagy szakmai hírnevet szerző iskolát 1948-ban államosították és most Alexandru Borza Mezőgazdasági Szakiskola néven működik.
- Négyosztályos magyar általános iskolai tagozat.